# Schlagzeiln
Die Gruppe Schlagzeiln (kurz SGZ) ist eine deutsche Hip-Hop-Formation aus Berlin. Die Themen der Songs sind oft linkspolitisch und beschäftigen sich auf ironische, aber auch persönliche Art und Weise mit Themen wie Nationalismus, unrechtmäßiger Polizeigewalt und Neonazismus.

## Geschichte
Schlagzeiln wurde Ende 2006 gegründet, zu diesem Zeitpunkt hatten die Mitglieder schon ein Jahr zusammen an Musik gearbeitet und 2006 unter dem Namen Refpolk & Kobimob das Doppelalbum AnderthalbAlbum veröffentlicht. Seit 2006 spielten Schlagzeiln über 140 Auftritte in Berlin, Deutschland, Österreich und Dänemark und traten mit renommierten Künstlern der Szene auf.
Vor allem der Song Köpi Bleibt vom Album Berliner Melange (2007), der sich für den Erhalt des bedrohten Hausprojektes Köpi in Berlin einsetzt, brachte der Band überregionale Bekanntheit.
Am 24. Oktober 2009 erschien das zweite Album der Gruppe Der Complex.
Schlagzeiln haben mit Künstlern wie Sookee, Berlin Boom Orchestra, Tapete oder der Opernsängerin Juliane Gabriel zusammengearbeitet. Der Name der Gruppe leitet sich laut Kobito aus der wortwörtlichen Übersetzung des Rap-Begriffes Punchline ab.
Das Bandmitglied Kobito veröffentlichte im September 2010 eine EP namens Deine Elstern, hierbei handelt es sich um eine Zusammenarbeit mit der Rapperin Sookee. Das Bandmitglied Refpolk veröffentlichte am 1. Februar 2011 die EP Momente als kostenlosen Download.
Die Mitglieder von Schlagzeiln sind Mitglied in der 2013 gegründeten Crew Tick Tick Boom!
Außerdem war der Rapper Refpolk bei der Talksendung Volltreffer mit Sookee zu Gast.

## Diskografie
Alben
- 2006: AnderthalbAlbum (als Refpolk & Kobimob)
- 2007: Berliner Melange
- 2009: Der Complex

EPs
- 2008: Reffilepsie (Online-EP von Refpolk)
- 2010: Deine Elstern (EP von Sookee und Kobito)
- 2011: Momente (Online-EP von Refpolk)
- 2011: Zu Eklektisch (Soloalbum von Kobito)